# Camaquã (község)
Camaquã egy község (município) Brazíliában, Rio Grande do Sul államban, a Lagoa dos Patos északnyugati partján. Területén átfolyik a Camaquã folyó, melyről nevét is kapta. 2022-ben népességét 62 200 főre becsülték.

## Nevének eredete
Egy vélemény szerint neve az icabaquã tupi-guarani szóból ered, melynek jelentése „sebes víz”. Ebből származik a Camaquã folyó neve, mely később átvonódott a településre és a községre. Egy másik vélemény szerint a név jelentése „darázsfészek folyója” (y = folyó, cava = darázs, cuá = lyuk), a folyás mentén található nagyszámú darázsra utalva.

## Története
Az európaiak megérkezése előtt földjét tapes őslakosok (a guaranik egy csoportja) lakták, és valószínű, hogy minuano indiánok is jelen voltak. A 16. század vége felé a portugálok behatoltak a Patos-lagúnába és azon túlra, egészen a Taquari folyóig, hogy kereskedelmet folytassanak az indiánokkal. Roque Gonzales jezsuita misszionárius atya a 17. században arról számolt be, hogy ezt a kereskedelmet kis hajókkal folytatták, míg a nagyobbak a lagúna bejáratánál maradtak. Minden jel arra utal, hogy Camaquã területén élénk kereskedelem folyt; a portugálok terményeket és kalapokat vásároltak a tapes őslakosoktól. 1737-ben megkezdődött az állam nagyarányú betelepítése. 1763-ban a spanyolok megszállták Rio Grandet, 1774-ben pedig átkeltek a Camaquã folyón és észak felé nyomultak, azonban Rio Pardónál meg lettek verve, és 1776-ban kiűzték őket Rio Grande do Sul területéről.
Camaquã első telepesei királyi földadomány (sesmaria) címén kapták meg a területet; a település alapítójának Joaquim Gonçalves da Silva századost, a farroupilha-felkelés egyik vezetőjének, Bento Gonçalves da Silvának az apját tekintik. A 18. század végén a százados fél légua területet adományozott egy kápolna építésére a mai községközponttól mintegy 10 kilométernyire; Camaquã történetének kezdetét 1815-re teszik, amikor a püspök engedélyt adott a São João Batista (Keresztelő Szent János) kápolna felépítésére ezen a telken. A környékre portugál, spanyol, francia, német, lengyel bevándorlók érkeztek és afrikai rabszolgákat is hoztak. Bento Gonçalves ezen a birtokon töltötte fiatalságát (bár Triunfoban született), és Onofre Pires, egy másik farroupilha-forradalmár szintén itt nőtt fel. Mindketten harcostársak, barátok és bajtársak voltak, és akkor még nem is sejtették, hogy egy nap tragikus párbajt fognak vívni, amelyben az utóbbi életét veszti.
A központi kormány elleni liberális mozgalom, az 1835-ben kirobbant farroupilha-felkelés számos csatáját vívták a környéken. 1837. január 4-én a Mendonça-hágónál Bento Manoel Ribeiro összecsapott az Agostinho Melo vezette forradalmárokkal. 1838. augusztus 30-án Francisco Pedro de Abreu császári ezredes (később Jacuí bárója) vereséget szenvedett Rafael Fortunato de Abreu forradalmártól. A következő évben Giuseppe Garibaldi hajókat épített a forradalmi flottának, április 17-én pedig visszaverte Francisco Pedro de Abreu támadását, aki azzal a céllal érkezett a Camaquã folyó partjára, hogy felgyújtsa a hajókat. 1842. január 26-án ugyanez a Pedro de Abreu megverte Bento Gonçalvest a Mendonça-hágónál, de 1843. április 12-én egy forradalmár csapat legyőzte Abreut Rincão do Infernónál.
A forradalom idején Camaquã három gazdagsággal rendelkezett: fával, yerba matéval és charque-val (szárított, sózott marhahús). A fa és a yerba maté nagy részét kiirtották az ellenőrizetlen kitermelés folytán, emellett a szarvasmarha is gyakorlatilag eltűnt, és vele együtt a charque-ipar is. Ennek ellenére Camaquã növekedett és fejlődött. A település végül nem az 1815-ben létesült São João Batista-kápolna mellett alakult ki, mivel ott nem volt víz, hanem egy 1844-ben épített újabb kápolna körül, amelyhez a telket Ana Gonçalves Meirelles adományozta, a Duro patak bal partján. 1854-ben létrehozták az egyházközséget São João Batista de Camaquã néven, az első plébános Hildebrando de Freitas Pedroso atya volt. Ekkorra már német telepesek is érkeztek a vidékre. A plébániatemplomot 1855-ben kezdték el építeni, közösségi adakozásból.
1864-ben a települést kisvárossá (vila) nyilvánították, a kerület pedig függetlenedett Porto Alegre községtől és 1865-ben önálló községgé alakult São João Batista de Camaquã néven (amely később Camaquã-ra rövidült). 1874-ben francia bevándorlók érkeztek. Az 1893-ban kirobbant föderalista forradalom a községre is kihatással volt: a lázadók megpróbálták elfoglalni a községközpontot, azonban a védők visszaverték őket. 1895-ben a lázadók visszatértek, elfoglalták, kifosztották és felgyújtották a várost.
A 20. század elején a gazdaság fellendült, a Camaquã folyó árterei és a Patos-lagúna közelsége ugyanis olyan üledékes síkságot teremtett, amely rendkívül kedvező volt a rizstermesztés számára. 1915-ben spanyol bevándorlók érkeztek és telepedtek le a városban. 1923-ban az államot a Borges de Medeiros újraválasztása ellen tiltakozók lázadása rázta meg, Camaquã többször is a legalisták és a forradalmárok kezére került, majd a hadsereg repülőről lebombázta, és a város több hónapig a senki földje volt. A forradalom lecsengése után a község ismét a fejlődés útjára lépett, az állam egyik legnagyobb rizstermesztője és állattenyésztője lett, a mezőgazdaság mellett pedig megjelent az ipar is (élelmiszeripar, fafeldolgozás, vegyipar).

## Leírása
Székhelye Camaquã város, további kerületei Bonito, Bandeirinha, Sant'Auta, Banhado do Colégio, Capela Velha, Capela Santo Antônio, Pacheca. A községközpont 107 kilométerre helyezkedik el az állami székhelytől, 38 méter tengerszint feletti magasságban. Nedves szubtrópusi éghajlat jellemzi, az éves átlaghőmérséklet 16 ºC, a csapadék 1281 mm.
A község domborzata változatos: egy része sík, ártéri terület, míg a másik része dombos-hegyes, számos vízfolyással és vízeséssel. A síkságon állattenyésztéssel, rizs- és szójababtermesztéssel foglalkoznak, míg a dombos területen dohányt, maniókát, babot, kukoricát termesztenek. Nagy hagyománya van a lóversenyzésnek, ez a legrégebbi és legkedveltebb sportág a településen. A község területén helyezkedik el az 1975-ben létesített Camaquã Nemzeti Park egy része (a fennmaradó rész a szomszédos São Lourenço do Sul községben van). Ezt a Camaquã folyó deltájának védelmére hozták létre és nagyrészt atlanti-parti esőerdő borítja.